# ナメテンガ県
ナメテンガ県(フランス語：Namentenga)はブルキナファソの中北部地方の県都。
2006年の人口は約32.8万人。
県都はブルサ (ブルキナファソ)。

## 行政区画

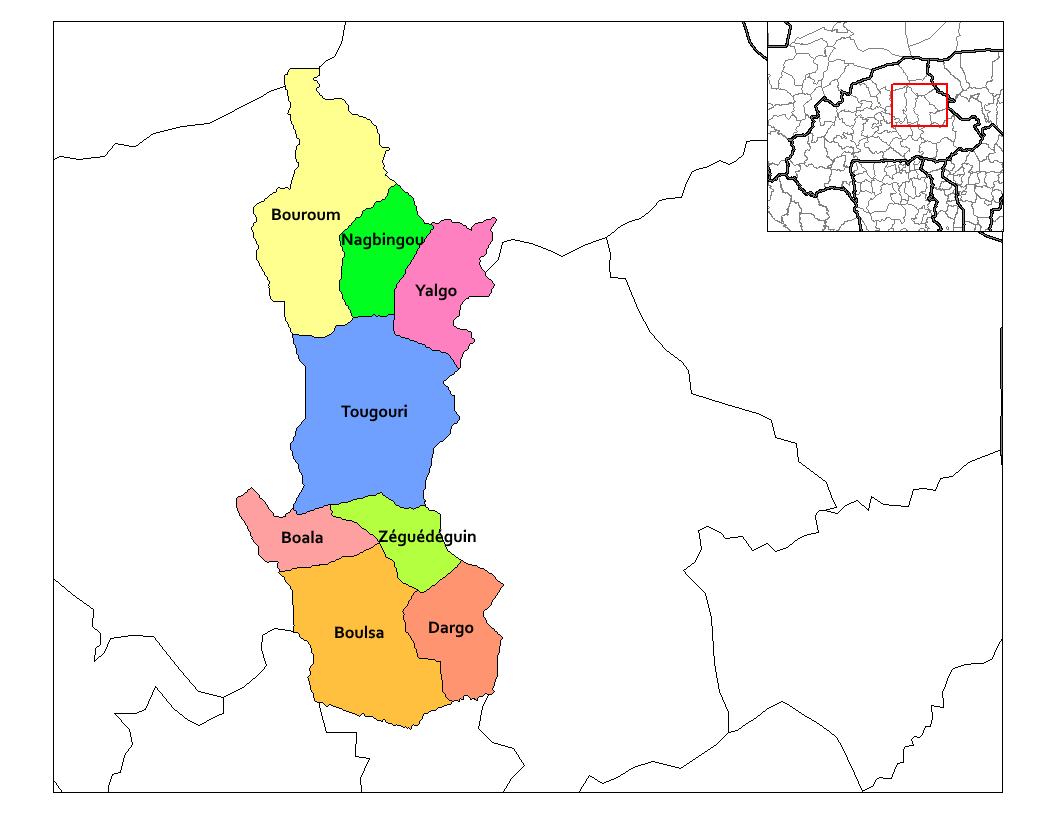
ナメテンガ県の郡

- ゼゲデガン郡（英語版）
- ダルゴ郡（英語版）
- トゥグリ郡（英語版）
- ナグビンゴウ郡（英語版）
- ブルサ郡（英語版）
- ブルム郡（英語版）
- ボアラ郡（英語版）
- ヤルゴ郡（英語版）

## 地理
- 北東：セノ県
- 東：グナグナ県
- 南：クリテンガ県
- 南西：ガンズル県
- 西：サンマテンガ県
- 北西：スム県